# St-Jacques-le-Majeur (Montrouge)
Die Kirche Saint-Jacques-le-Majeur (Heiliger Jakobus der Ältere) in Montrouge ist eine römisch-katholische Kirche und ein Bauwerk des Kulturerbes der Stadt. Montrouge ist eine französische Gemeinde im Département Hauts-de-Seine, die unmittelbar südlich an die Hauptstadt Paris grenzt. Das zwischen 1933 und 1937 aus Beton errichtete Gebäude gilt als eine der ersten Kirchen Frankreichs dieser Bauart. Es ist wegen seiner außergewöhnlichen Architektur und Innendekoration seit 2006 in der Liste der historischen Monumente geführt.

## Geschichte des Kirchenbaus

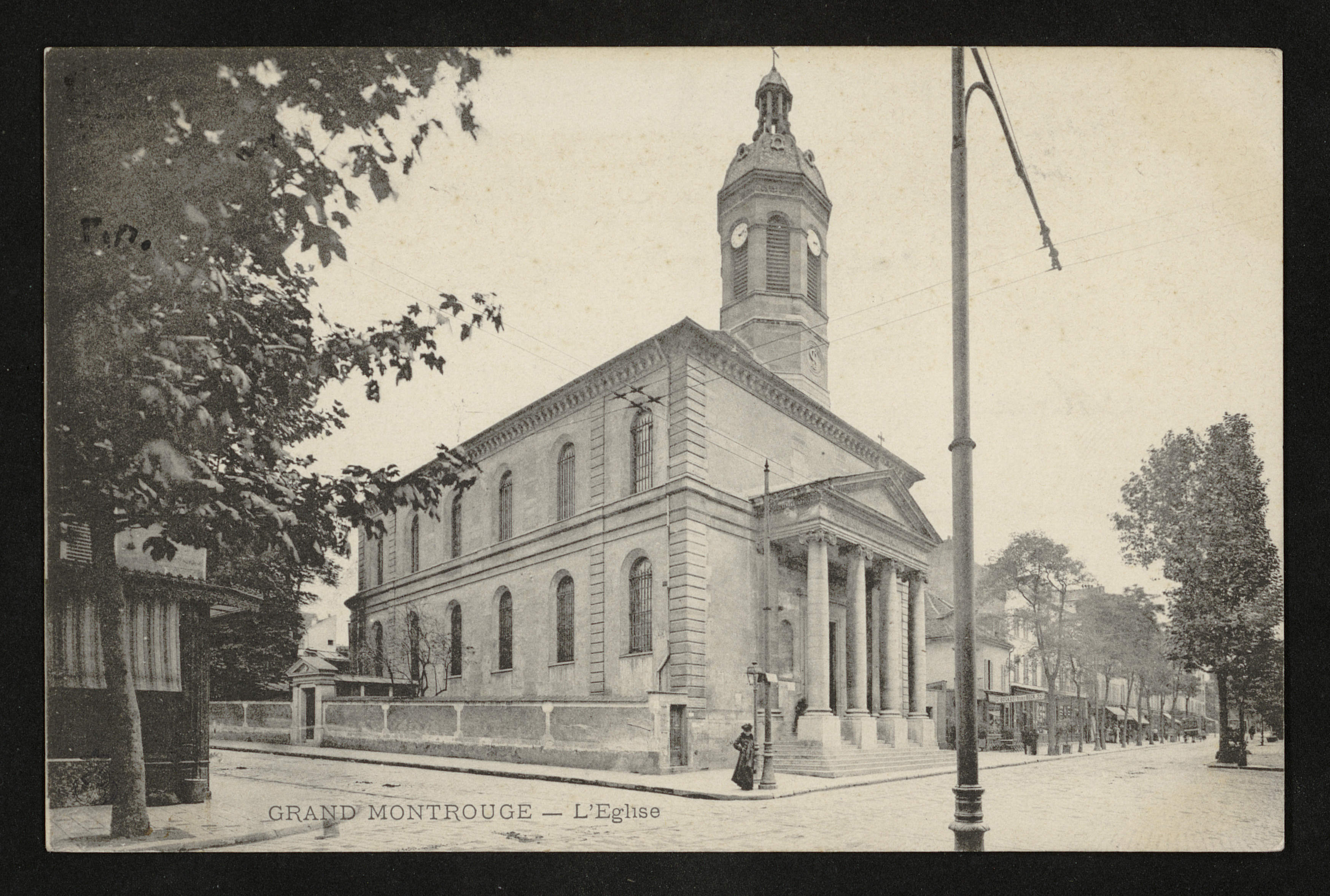
Die abgerissene Kirche um 1900

An der Stelle des heutigen Vorplatzes wurde im 14. Jahrhundert die erste Kirche des heiligen Jakobus des Älteren erbaut, im 15. Jahrhundert erweitert und im 16. Jahrhundert und Anfang des 19. Jahrhunderts zweimal umgebaut. Das Kirchengebäude war seit dem Konkordat von 1801 im Besitz der Gemeinde. Das Gesetz zur Trennung von Kirche und Staat von 1905 änderte nichts an dieser Zugehörigkeit. Im Jahr 1932 beschloss die Stadtverwaltung, die Avenue de la République und die Grande Rue (heute Rue Gabriel Péri) zu verbreitern. Die Kirche musste deshalb verlegt werden. Der Stadt oblag als Eigentümerin des Gebäudes die Verpflichtung zum Neubau und zur Instandhaltung. Mit dem folgenden Kirchenneubau wurde eine der ersten Betonkirchen Frankreichs errichtet.

## Der Neubau des Kirchenschiffs

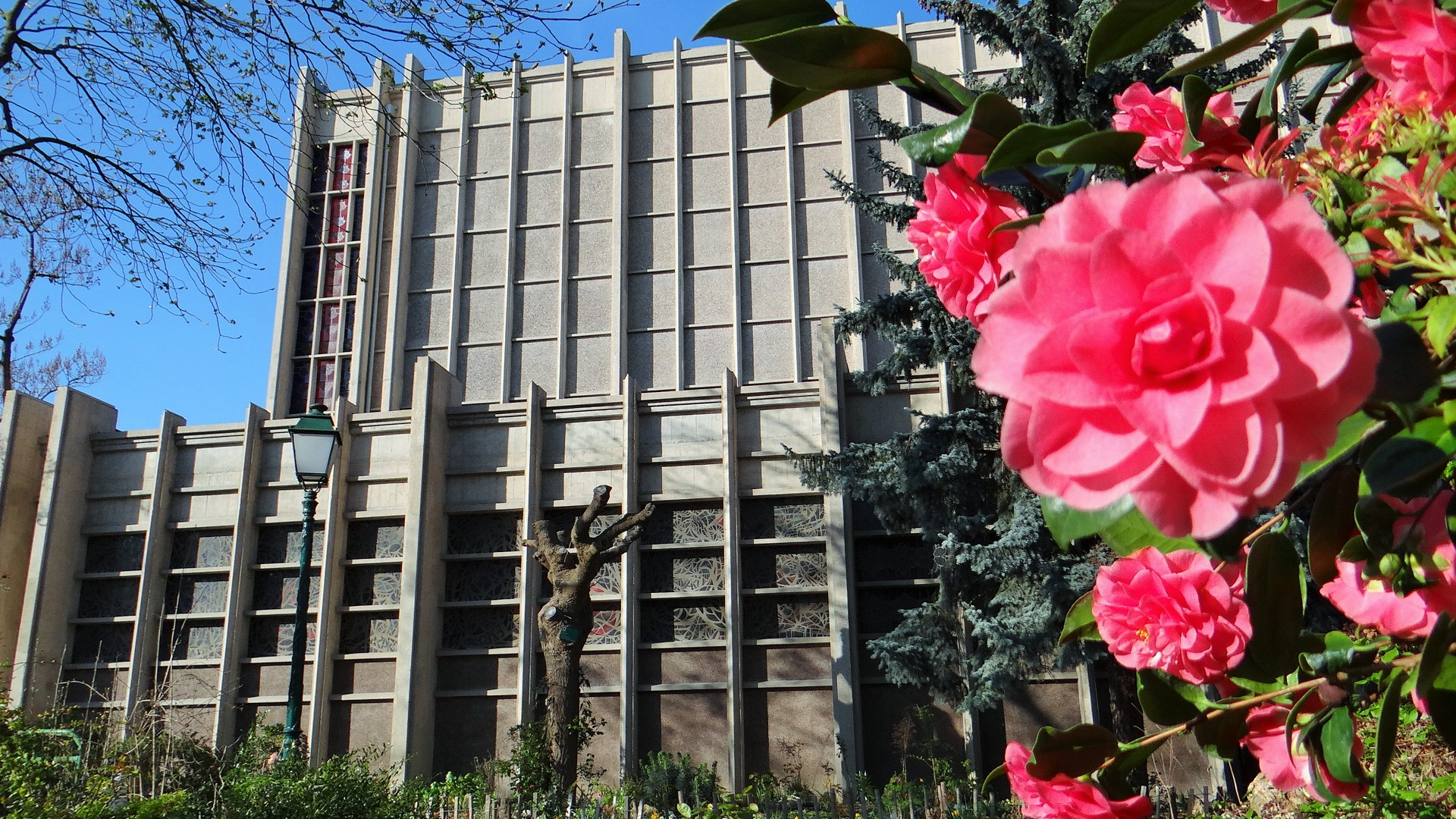
Blick auf die durch Streben verstärkte Außenmauer

Die heutige Kirche wurde zwischen 1933 und 1937 nach Plänen des Architekten Éric Bagge errichtet. Zunächst waren auch ein Glockenturm und zwei Kapellen geplant, die jedoch wegen des Ausbruchs des Zweiten Weltkriegs nicht verwirklicht wurden. Durch die Verwendung von Stahlbeton und der von dem Ingenieur Eugène Freyssinet entwickelten Technik der gegliederten Säulentore „portiques articulés“ erzielte Éric Bagge eine starke architektonische Ausdruckskraft, die von großen Industriehallen inspiriert ist. Saint-Jacques-le-Majeur ist das einzige religiöse Gebäude, bei dem dieses Verfahren angewandt wurde. Die Verstärkung des Kirchenschiffs durch vertikale und horizontale Streben ermöglicht die Schaffung eines großzügigen Innenraums. Außerdem konnte die Dicke der Fassaden und Pfeiler verhältnismäßig gering gehalten und somit Material eingespart werden. Das Kirchenschiff ist 57 m lang, 13,25 m breit und 20 m hoch.
Saint-Jacques-le-Majeur ist zwar modern, steht aber in der Tradition der französischen Architektur, da die Struktur wie etwa in der Gotik sichtbar bleibt. Die Kirchenarchitektur zeigt den rohen Beton mit Säulengängen und Längsträgern. Mit ihrer Deckenhöhe von 20 Metern betont sie die Vertikalität getreu der französischen Kirchenarchitektur. 1981 wurde der Architekt Henri Martin mit der Fertigstellung der Fassade beauftragt. Linien aus feinen, dunkelbraunen Terrakottaziegeln wurden an den Seiten der Kirche angebracht und dann an der Fassade hochgezogen. Sie laufen über dem Eingang in einem riesigen Kreuz zusammen.

## Die Innendekoration
Die Innendekoration der Kirche wurde hauptsächlich zwischen 1947 und 1949 geschaffen. Robert Lesbounit, Leiter der städtischen Zeichenschule in Montparnasse, unterstützt von dem Zeichenlehrer André Auclair, war für die Arbeiten verantwortlich. Robert Lesbounit gestaltete die Marien-Kapelle. Inspiriert von mittelalterlichen Baustellen, wurden drei der fünf Fresken auf der linken Seite des Kirchenschiffes in kollektiver Arbeit mit Schülern der Zeichenschule ausgeführt. Zwei weitere Fresken stammen von Jean-Robert Ipoustéguy, der später ein international anerkannter Bildhauer wurde. Die aus runden Formen bestehenden Fresken bilden einen harmonischen Gegenpol zu der aus Linien und rechten Winkeln bestehenden Architektur. Die Wandbilder wurden in drei Techniken ausgeführt.
- Die fünf Fresken auf der linken Seite des Kirchenschiffs zeigen Szenen aus dem Leben des heiligen Jakobus und sind in traditioneller Freskotechnik auf frischem Putz ausgeführt.[8]
- Die Sieben Sakramente und die Sieben Tugenden wurden zu beiden Seiten des Chors von André Auclair in Acrylfarben gemalt.
- An der Rückwand des Altarraums befindet sich die riesige, auf Gips gemalte Verklärung des Herrn in Schwarz, Weiß und Grau desselben Künstlers. Die einfache Farbwahl harmoniert mit den sie umgebenden lebhaften Farben aller anderer Elemente des Dekors.

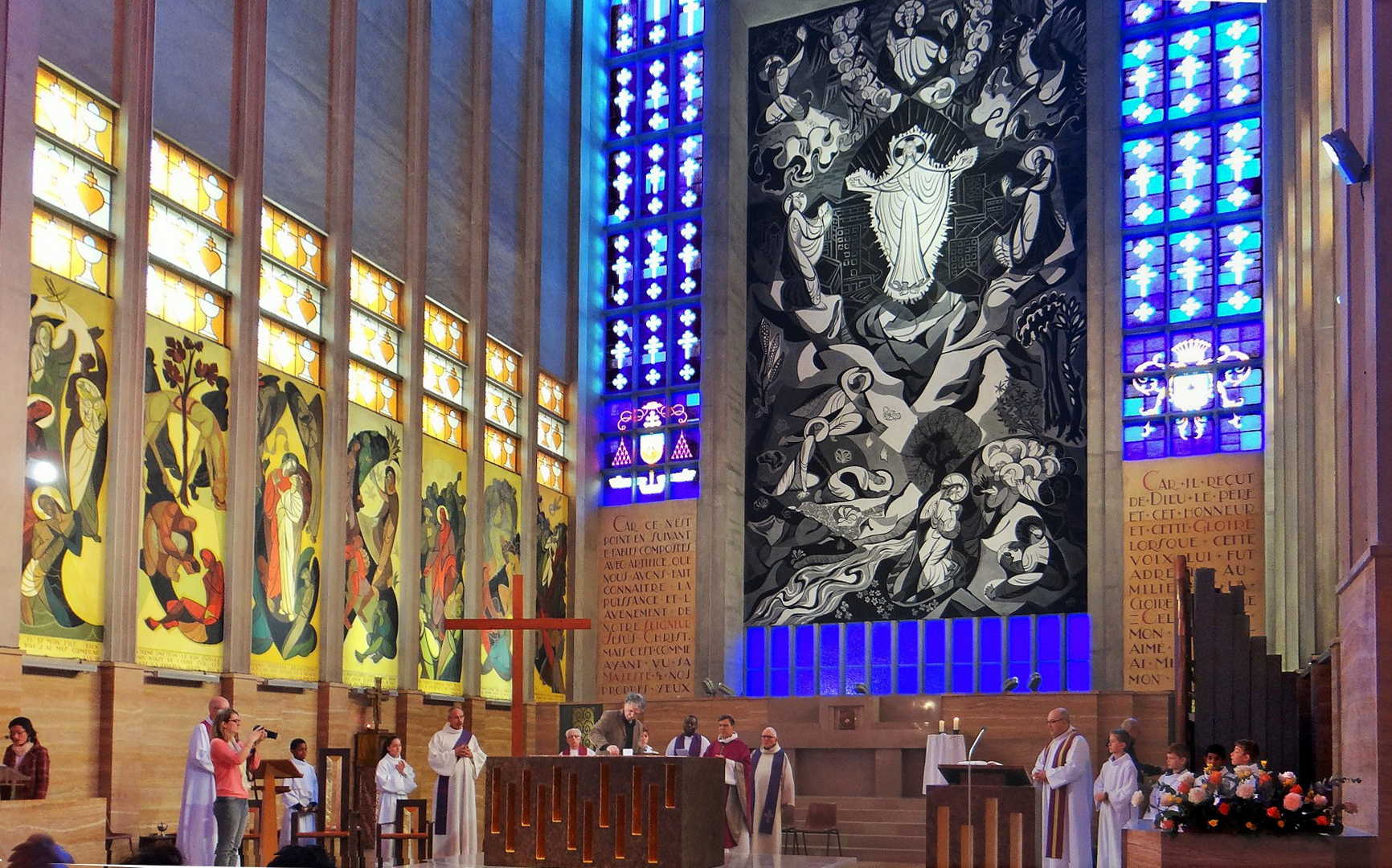
Blick in den Altarbereich; das Bild zeigt die Weihe des neuen Altars

Die Verglasung erfolgte hauptsächlich mit blauen und orangen Glasscheiben. An den Seitenwänden tragen sie eine Jakobsmuschel in der Mitte. Die Buntglasfenster tauchen die Kirche in ein vielfarbiges Licht. In der verwendeten klassischen Technik werden kleinere Glasscheiben durch Bleirahmen zu großen Fensterscheiben zusammengefügt. In den Kapellen, an der rechten Wandseite, sind Glasbilder von Jean Leduc und Ray Sutter eingefügt. Sie stellen Szenen aus dem Leben des heiligen Jakobus dar. Hier sind bunte Glasstücke, die aus dicken Platten geschnitten wurden, mit Zement verklebt und zu Glasbildern kombiniert.
2013 wurden das Kirchenschiff und das Dekor restauriert. Die Fundamente der Betonstruktur waren durch Sulfat-Verunreinigungen einer ehemaligen Gerberei im Boden stark angegriffen. Sie wurden erneuert und die belastete Erde ausgetauscht. Das liturgische Mobiliar wurde erneuert und am 27. November 2016 konnte schließlich der neue Altar geweiht werden. Bei der Renovierung des Bodens wurden zwei Bestattungen aus dem 18. Jahrhundert entdeckt.
Im Rahmen des Salon d’art Contemporain hat der deutsche Künstler Jens J. Meyer ein aus fünf Bögen aus elastischem Stoff bestehendes Textilkunstwerk als temporäre Kunst in der Kirche installiert, das bis 2024 gezeigt wird.

## Anmerkung
1. ↑  Der Originaltext verwendet hier das Wort Fresken.